# 章丘铁锅
章丘铁锅，是指中华人民共和国山东省济南市章丘区的传统手工锻造铁质锅具。章丘铁匠习俗，也入选山东省第二批省级非物质文化遗产名录（304 X-20）。

## 沿革
章丘是为中国闻名的“铁匠之乡”，《山东通志》载:“唐时章丘铁器最盛”，也有民谣称“天下铁匠出章丘”。当地相传元朝末年，有打铁为业的袁氏父子逃荒至章丘，定居于相公庄袁庄村，以后世代为铁匠。旧时章丘铁匠以锻打锄、镰、锨等小农具为主，营业方式多是二、三人推一辆木轮车，载红炉、铁锤风箱、炊具与卧具，到各地打铁（也称“打行铁”）。有时在较大村镇住较长时间，为四周乡人打铁（称为“打乡铁”）。在普集区的万山、三山峪、朱窝，毕村区的徘徊、苏家滩等都是著名的铁匠庄。
当地铁匠信奉道教老君，每逢节日均去老君庙祈福。2012年，“章丘铁匠习俗”入选山东省第二批省级非物质文化遗产名录。

## 特点
章丘铁锅制造方式比较复杂，通常需经十二道工序，多遍火候，并在一千度左右的高温锤打下制成。2018年《舌尖上的中国》第三季第一集播出后，片中出现的章丘铁锅在网络上迅速走热，导致当地铁锅一度售罄。